# Ultravox
Ultravox er et britisk new wave-rockband. Bandet er en af de primære eksponenter for den britiske elektroniske popmusikgenre fra slutningen 1970erne og begyndelsen af 1980erne. 
Bandet har haft to forskellige frontfigurer, som aldrig har spillet samtidig i bandet. Fra 1974 var John Foxx frontfigur og hoveddrivkraft bag Ultravox, indtil han i 1979 forlod bandet for at starte en solokarriere. Efter Foxx' exit trådte Midge Ure til som forsanger, guitarist og frontfigur. Ure revitaliserede bandet og førte det til en kommerciel succes, som varede til midten af 1980erne. Ure forlod bandet i 1987 efter at have etableret en solokarriere, og de øvrige medlemmer gik hver til sit i et stykke tid. En ny besætning, ledet af det eneste tilbageværende bandmedlem fra det oprindelige band, keyboardspiller/violinist Billy Currie, blev dannet i 1992, men opnåede kun begrænset succes.
Bandets bedst kendte besætning, bestående af Billy Currie, bassist Chris Cross, trommeslager Warren Cann og Midge Ure gendannedes i 2008 og har siden turneret sammen.

## Diskografi

### Studiealbums
- Ultravox (1977)
- Ha!-Ha!-Ha! (1977)
- Systems of Romance (1978)
- Vienna (1980)
- Rage in Eden (1981)
- Quartet (1982)
- Lament (1984)
- U-Vox (1986)
- Revelation (1993)
- Ingenuity (1994)
- Brilliant (2012)